# 谭乃达
谭乃达（1938年—），吉林农安人，中国人民解放军将领、中国人民解放军中将。 
1994年，授予中国人民解放军中将，曾任济南军区副政治委员、国防大学副政治委员。 